# 袁德星
袁德星（1931年—2011年3月1日），筆名楚戈，湖南省湘陰縣人，是台灣著名古物鑑定家、現代詩人、散文作家、畫家與書法家。曾在國立故宮博物院器物處專研古器物長達25年，成為青銅器專家，和江兆申並譽故宮二寶。曾參與新詩現代派運動、五月畫會、東方畫會，活躍於文壇、藝壇與研究界，撰文鼓吹現代藝術運動，發表過數量豐富的藝術評論，結識許多藝文人士，近半世紀以來一直是台灣現代藝術活動的重要人物。晚年罹患鼻咽癌，與病魔對抗三十餘年，終至失去聽覺、語言與吞嚥能力。他將自己比喻為「再生的火鳥」，持續不斷的進行各種創作、研究，直至辭世。

## 生平
- 1931年，出生於湖南省汨羅縣。

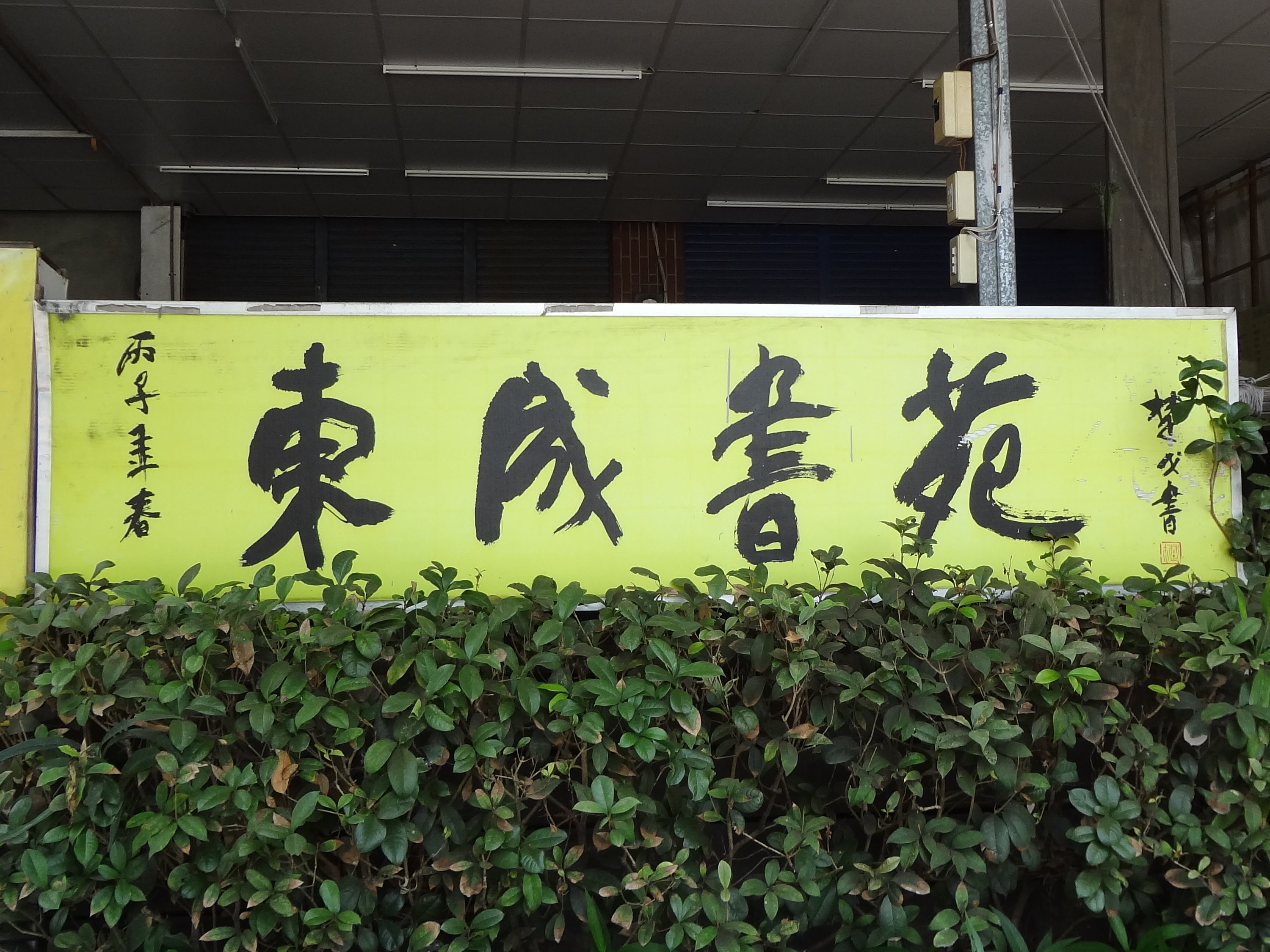
楚戈題字的東成書苑招牌

- 1937年，適逢中國抗日戰爭發生，雖環境惡劣，但仍一心向學，除古文外也讀了大量西方文學名著，更認識了回鄉避難的北京大學教授宋容生，接觸到《芥子園畫譜》、《古今名人畫譜》，初識繪畫的絕妙。戰爭更在他心中埋下日後從軍的種子，
- 1948年，十七歲時和同學前往長沙從軍。
- 1949年，隨中華民國國軍遷台，從此定居於台。
- 1951年，在《臺灣新生報》發表第一首現代詩，並開始文學創作。
- 1954年，在中華民國陸軍湖口基地期間發表第一首現代詩，開始文學創作之路。
- 1957年，調任至台北市士林裝甲警衛排。在台北結識許多詩友、畫友：紀弦、覃子豪、鄭愁予、商禽、辛鬱、葉泥、劉大任、江漢東、楊英風等人，並加入「現代派」運動，寫現代詩。詩作多發表《藍星》月刊、《現代詩》、《文學雜誌》、《文星》雜誌等。此時五月畫會、東方畫會已成立，與其他詩友一起協助展出。開始使用筆名「楚戈」。
- 1958年，加入現代派詩社。寫散文及藝術評論，畫抽象畫，當報社撰稿人。
- 1966年，以陸軍上士退役後，考取國立藝專夜間部，出版詩集《青菓》。
- 1967年，被聘至中國文化學院授課。講授「藝術概論」、「中國文化概論」。
- 1968年，進入國立故宮博物院器物處，從事古物鑑定工作，專精於商周銅器[1]紋飾及上古史、原始宗教探究，出版《視覺生活》關於。餘暇時從事繪畫、書法、寫作，在國內外舉行過多次個展，反應熱烈。
- 1969，出版《記錄文學》。
- 1976，出版《中華歷史文物》，當時第一本以個人之力完成的中國美術通史。
- 1981年，發現罹患鼻咽癌，經治療後緩解，但此後身體狀況開始變差，經常進出醫院。
- 2009年，出版《龍史》，被認為是上古中國美術研究的創新著作之一。
- 2011年3月1日，因鼻咽癌病逝於台北榮民總醫院[2]，享年八十歲。
- 2014年12月，國立臺灣美術館出版、藝術家出版社編輯製作楚戈傳記《線條．行走．楚戈》。

## 展覽[3]
2015　《小畫展》，名山藝術竹科館，新竹，台灣。

2014　《火鳥傳奇—楚戈創作巡迴展》，創價協會巡迴於安南、景陽、台中、新竹、至善藝文中心。

2011　《創作就是要好玩—楚戈藝術大展》，交大藝文中心，新竹，台灣。

2009　《是偶然也是必然—楚戈油彩畫個展》首次油彩畫展，名山藝術台北館、竹科館，台灣。

2007　《迴流—楚戈現代水墨大展》，湖南省博物館，長沙，中國。

　　　《水墨新貌—現代水墨畫聯展》，香港。

　　　《楚戈畫展》，成功大學，台南，台灣。

2006　上海劉海粟美術館舉辦個展。

　　　《水墨變相》聯展，台北市立美術館，台灣。

2005　《現代水墨畫會中國巡迴展》

2004　《繩子與手套的對話》，國立歷史博物館，台北，台灣。

2003　《人間漫步—楚戈2003創作大展》，國父紀念館，台北，台灣。

2002　 美國巡迴展，在加州大學戴維斯分校、舊金山文化中心舉辦個展，並於哈佛大學、西雅圖亞洲博物館演講、示範。

2000   《新世紀兩岸水墨對話畫展》，上海，中國。

　　　 《秋季沙龍展》，巴黎，法國。

1998　 《楚戈情節作品展》，國立歷史博物館，台北，台灣。

1997　 《楚戈觀想結構展》，省立美術館（現國立台灣美術館），台中，台灣。

1996　 《線於無限》，香港科技大學。

1992　  代表台灣參加西班牙巴塞隆納《奧林匹克—世界運動會國際美展》，所創作之石版畫《剎那與永恆》現收藏於瑞士奧運博物館。

1990　《第五屆亞洲國際美術展覽》，國立歷史博物館，台北，台灣。

　　　《韓、中—現代水墨畫展》，台北、韓國巡迴展。

　　　《生命之色彩展》，國立大圖書館，巴黎，法國。
1979    台北版畫家個展。
1969    台北聚寶盆畫廊舉辦「楚戈、李錫奇聯展」。

## 藝術創作
楚戈的繪畫創作特色多從線條出發，其線條尤早年插畫受西方藝術加保羅克力（Paul Klee）影響，但隨進入故宮工作後，楚戈的線條，連綿不絕反覆曲折遊走自由的性質已明顯與克利幾何、機械、直線構成的風格遠遠區隔。
從中國上古的結繩美學出發，楚戈的繪畫不以視覺的自然為模仿，而以人文觀念做為造型根源。
大致可將其創作可分為七個時期：
（一）詩畫時期（1984年前）
（二）一線畫時期（1984~1986年）
（三）石濤與文字畫時期（1987~1991年）
（四）線於無限時期（1992~1995年）
（五）結構與符號時期（1996~2002年）
（六）報緣與多元時期（2003~2007年）
（七）另類油彩時期（2008~2011年）

## 作品
著有詩集《青菓》、《散步的山巒》、《流浪的房屋》、散文集《咖啡館裡的流浪民族》及《火鳥再生記》、雜文集《審美生活》、藝術評論《視覺生活》、繪畫集《楚戈作品集》、中國上古美術《龍史》等多種。

### 詩集
- 《青菓》，臺北：駝峯出版社，1966年6月
- 《散步的山巒》，臺北：純文學出版社，1984年8月
- 《想像，不需翻譯─楚戈插畫創作I》(詩畫集)，臺北：五色石國際公司 2005年3月
- 《流浪，理直氣壯─楚戈插畫創作II》(詩畫集)，臺北：五色石國際公司 2006年5月
- 《以詩畫行走：楚戈現代詩全集》(詩畫集)林玉娟主編，臺北：文訊雜誌社 2014年3月

### 散文
- 《再生的火鳥》，臺北：爾雅出版社，1985年4月；更名《火鳥再生記》 臺北：九歌出版社，1985年4月
- 《咖啡館裡的流浪民族》，臺北：九歌出版社 2005年4月 散文

### 報導文學
- 《紀錄文學》，臺北：十月出版社，1969年3月

### 論述
- 《視覺生活》，臺北：臺灣商務印書館，1968年7月
- 《中華歷史文物》，臺北：河洛出版社，1976年
- 《審美生活》，臺北：爾雅出版社，1986年7月
- 《龍史：亞洲文明的共同象徵》，臺北：自版，2009年2月
- 《我看故我在：楚戈藝術評論集》，臺北：藝術家出版，2013年9月

### 繪畫
- 《我存在 因為歌 因為愛》鄧禹平著，楚戈、席慕蓉同畫，臺北：純文學出版社，1983年
- 《雪花賦》許世旭著，楚戈圖，臺北：聯經出版社，1985年
- 《楚戈作品集》李慧淑、石慢主編;班宗華、余光中、鄭愁予撰文，楚戈圖，臺北：采詩藝術出版，1991年
- 《楚戈觀想結構畫展》臺灣省立美術館編輯委員會編輯，臺中：臺灣省立美術館，1997年
- 《楚戈結情作品展》楚戈作，國立歷史博物館主辦，臺北：國立歷史博物館，1998年
- 《楚戈畫集》，香港：大業公司，2000年
- 《人間漫步:楚戈2003創作大展作品集》，臺北：國立國父紀念館，2003年
- 《繩之以藝:楚戈繩結藝術創作》，國立歷史博物館編輯委員會編輯，臺北：國立歷史博物館，2004年
- 《楚戈插畫創作》(二冊)楚戈作，臺北：沃思文化發行，2006年
- 《足跡:楚戈藝術展》國立成功大學藝術中心，梵藝術中心主辦，楚戈作，臺北：日日昌出版，2007年9月
- 《是偶然也是必然:楚戈油彩畫集》林如玉主編，楚戈作，臺北：名山藝術出版，2008年12月
- 《火鳥傳奇：楚戈創作巡迴展》臺灣創價學會主辦、財團法人楚戈文化藝術基金會、臺灣國際創價學會、勤宣文教基金會承辦、 創價藝文中心委員會編輯部編輯，2014年3月
- 《楚戈：小畫展》，臺北：名山藝術出版，2015年3月

### 合著
- 《中華雕刻史》(二冊)鄭家璍、楚戈等編著，臺北：臺灣商務印書館，1985年
- 《山水》(畫集)楚戈、席慕蓉、蔣勳繪著，臺敦皇藝術出版，1987年
- 《東西方藝術欣賞》(三冊)莊伯和、袁德星等編著，臺北蘆洲：空中大學出版，1989年
- 《花季》楚戈、席慕蓉、蔣勳著，臺北：清韵國際事業公司，1989年

### 主編
- 《歐豪年作品集》楚戈主編，臺北：清韵國際事業公司，1991年

## 傳述
- 《楚戈自傳》[錄影]王璞拍攝，臺北：王璞先生拍攝作家錄影傳記，1997年11月
- 《藝壇火鳥傳奇：楚戈》[錄影]蕭瓊瑞主講，高雄：清涼音文化，2009年8月
- 《線條‧行走‧楚戈》 （页面存档备份，存于）蕭瓊瑞著，臺中：國立臺灣美術館出版，藝術家出版社編輯製作，2014年12月

## 外部連結
- 台灣作家作品目錄資料庫－楚戈 （页面存档备份，存于）